# Елемцы
Елемцы́ — деревня в Ретюнском сельском поселении Лужского района Ленинградской области.

## История
Согласно карте из «Исторического атласа Санкт-Петербургской Губернии» 1863 года на месте современной деревни находилась пустошь Илемцы.

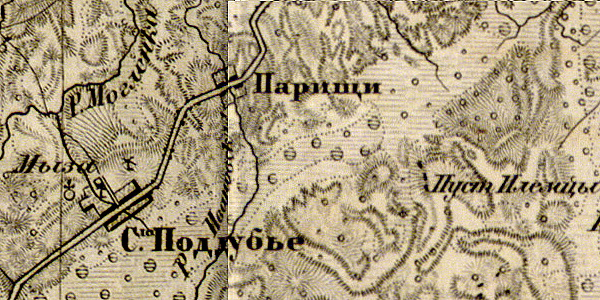
Пустошь Илемцы на карте 1863 года

### Конец XIX — начало XX века
Согласно материалам по статистике народного хозяйства Лужского уезда 1891 года, пустошь Елемцы площадью 68 десятин принадлежала местному крестьянину Е. П. Богданову, пустошь была приобретена до 1868 года.
В XIX веке деревня административно относилась ко 2-му стану Лужского уезда Санкт-Петербургской губернии, в начале XX века — к Поддубской волости 4-го земского участка 4-го стана.
По данным «Памятной книжки Санкт-Петербургской губернии» за 1905 год деревня называлась Елемец и входила в Березицкое сельское общество.

### 1917—1991 годы
По данным 1933 года деревня называлась Елемци и входила в состав Поддубского сельсовета Лужского района.
По данным 1966 года деревня Елемцы входила в состав Поддубского сельсовета.
По данным 1973 года деревня Елемцы входила в состав Шильцевского сельсовета.
По данным 1990 года деревня Елемцы входила в состав Ретюнского сельсовета.

### 1991 год — настоящее время
По данным 1997 года в деревне Елемцы Ретюнской волости проживал 1 человек, в 2002 году также 1 человек (русский).
В 2007 году в деревне Елемцы Ретюнского СП проживали 6 человек.

## География
Деревня расположена в южной части района к западу от автодороги Р23 «Псков» (E 95, Санкт-Петербург — граница с Белоруссией) и к югу от автодороги 41К-681 (Киевское шоссе — Крени).
Расстояние до административного центра поселения — 18 км.
Расстояние до ближайшей железнодорожной станции Серебрянка — 17 км. 
Близ деревни протекает река Рыбинка.

## Демография
| 1997 | 2007 | 2010 | 2017 |
| ---- | ---- | ---- | ---- |
| 1    | ↗3   | ↘1   | ↗3   |

## Улицы
Хуторская.

## Известные уроженцы
- Александр Петрович Иванов (1919—1996) — танкист, гвардии капитан, Герой Советского Союза (1944)[15].